# Thomas Börner (Fußballspieler)
Thomas Börner (* 27. Mai 1951 in Döbeln) ist ein ehemaliger deutscher Fußballspieler. Zwischen 1973 und 1981 spielte er in der DDR-Oberliga, der höchsten Spielklasse im DDR-Fußball, für die BSG Stahl Riesa.

## Sportliche Laufbahn
Bevor Thomas Börner zur Betriebssportgemeinschaft (BSG) Stahl Riesa kam, spielte er bis 1972 bei der TSG Meißen in der drittklassigen Bezirksliga Dresden. Zum Zeitpunkt seines Wechsels war Stahl Riesa gerade aus der Oberliga abgestiegen und spielte in der zweitklassigen DDR-Liga. Unter Mitwirkung des 1,82 m großen Stürmers Börner, der von den 22 ausgetragenen Punktspielen acht Partien bestritt und bei den acht Aufstiegsspielen siebenmal eingesetzt wurde, kehrte die BSG Stahl nach einem Jahr wieder in die Oberliga zurück. In den folgenden drei Oberligaspielzeiten war Börner stets Stammspieler, er fehlte lediglich bei neun Begegnungen. In der Saison 1976/77 konnte er erst vom zwölften Spieltag an eingesetzt werden und absolvierte bis zum Saisonende nur zehn Oberligaspiele. Riesa stieg erneut ab, und in der DDR-Liga fand Börner wieder zur alten Spielstärke zurück. In den 22 Ligaspielen wurde er neunzehnmal eingesetzt, schoss dreizehn Tore und bestritt auch alle acht Aufstiegsspiele, in denen er nochmals zwei Tore erzielte. Damit war er wesentlich am Wiederaufstieg beteiligt. In der Oberligasaison 1978/79 war er mit 22 Einsätzen wieder als Stürmer gesetzt, hatte in den beiden anschließenden Spielzeiten aber mehrere Verletzungspausen und konnte so bei den insgesamt 52 ausgetragenen Oberligaspielen nur 33-mal eingesetzt werden. 1981 stieg Börner mit Stahl Riesa zum zweiten Mal ab und bestritt danach seine letzte Saison im höherklassigen Fußball. Er zeigte sich in der DDR-Liga-Saison 1981/82 noch einmal von seiner zuverlässigen Seite, denn er fehlte nur bei einem Punktspiel, schoss fünf Tore und war auch bei allen acht Aufstiegsspielen dabei, bei denen Riesa allerdings den Aufstieg verpasste. Nach dem Ende seiner Leistungssportler-Laufbahn konnte er auf 136 Oberligaeinsätze verweisen, bei denen er zu 23 Torerfolgen gekommen war. In der DDR-Liga spielte er 48-mal und schoss 19 Tore. Als Freizeitfußballer spielte Börner noch mehrere Jahre mit der BSG Empor Mühlberg in der Bezirksliga Cottbus.
2014 wurde Thomas Börner mit weiteren ehemaligen Fußballspielern zum Ehrenmitglied der Ballsportgemeinschaft Stahl Riesa, dem Nachfolgeverein der Betriebssportgemeinschaft Stahl, ernannt.